# Cyclose

Schematische Darstellung der Cyclose am Beispiel eines Pantoffeltierchens. Ac: Acidosom, Cp: Cytopyge, Cs: Cytostom, Ev: Eintrittsvakuole, Ex: Exocytosevesikel, Ga: Gastriole, Ly: Lysosom. Geschwindigkeit: 2–3 µm/s

Die Cyclose beschreibt die elliptische Bahn einer Gastriole vom Zellmund zum Zellafter durch den Körper eines einzelligen eukaryotischen Lebewesens, in dessen Verlauf der Inhalt verdaut und resorbiert wird. Sie gehört zur Verdauungsart der Phagocytose und wird in drei Stadien unterteilt.

## Stadien
Nachdem eine Gastriole vom Cytostom abgeschnürt wurde, erfolgt die Ansäuerung des Gastrioleninhalts durch Fusion der Nahrungsvakuole mit Acidosomen. Anschließend wird im Verdauungsstadium durch Fusion mit Lysosomen eine Injektion von Verdauungsenzymen verwirklicht, welche die Zersetzung der Nahrung in Gang setzt. Nun kann die Resorption erfolgen, in welcher die zu verwertenden Verdauungsprodukte die Gastriole in kleinen Exocytosevesikeln verlassen und in das Cytosol übergehen.